# La taverna dei sette peccati
La taverna dei sette peccati (Seven Sinners) è un film del 1940 diretto da Tay Garnett, con protagonisti Marlene Dietrich e John Wayne.
Ambientato nei Mari del Sud, racconta la storia di Bijou Blanche, donna dal passato non limpidissimo della quale si innamora Dan Brent, ufficiale di marina che, a causa del suo rapporto con la cantante, va a scontrarsi con i propri superiori.
Nel 1950 ne verrà fatto un remake, La peccatrice dei mari del Sud (South Sea Sinner), diretto da H. Bruce Humberstone.

## Produzione
Il film fu prodotto dall'Universal con un budget stimato di 760.000 dollari: le riprese durarono dal luglio al 14 settembre 1940 negli studi dell'Universal, al 100 Universal City Plaza, di Universal City e a Saugus Airfield, Saugus.

## Distribuzione
Distribuito dall'Universal, il film uscì nelle sale cinematografiche statunitensi il 25 ottobre 1940.

### Edizione italiana
Il doppiaggio italiano è stato eseguito dalla CDC su dialoghi di Gian Bistolfi.

## Canzoni
- “I've Been in Love before” di Frank Loesser, Frederick Hollander (cantata da Marlene Dietrich)
- “I Fall overboard” di Frank Loesser, Frederick Hollander (cantata da Marlene Dietrich)
- “The Man's in the Navy” di Frank Loesser, Frederick Hollander (cantata da Marlene Dietrich)
- " I can't give you anything but love"